# José Artetxe
José Luis Artetxe Muguire (Algorta, 1930. június 28. – Algorta, 2016. március 19.) spanyol válogatott baszk labdarúgó, csatár.

## Pályafutása

### Klubcsapatban
1947-ben a CD Mungia korosztályos csapatában kezdte a labdarúgást. Az 1949–50-es idényben a CD Getxo első csapatában szerepelt. 1950-ben igazolta le a bilbaói Athletic Club, ahol egy bajnoki címet és három spanyol kupa-győzelmet ért el a csapattal. 1965-ben vonult vissza az aktív labdarúgástól.

### A válogatottban
1953-ban egyszeres B-válogatott volt. 1954 és 1959 között hat alkalommal szerepelt a spanyol válogatottban és egy gólt szerzett.

## Sikerei, díjai
Athletic Club
- Spanyol bajnokság (La Liga)
  - bajnok: 1955–56
- Spanyol kupa (Copa del Generalísimo)
  - győztes: 1955, 1956, 1958